# Articulació sinovial
Una articulació sinovial, coneguda també com a diartrosi, uneix els ossos amb una càpsula articular que es continua amb el periosteum dels ossos units, constitueix el límit exterior d'una cavitat sinovial, i envolta les superfícies articulars dels ossos. La cavitat / articulació sinovial s'omple amb líquid sinovial. La càpsula articular està formada per una capa exterior, la càpsula articular, que manté els ossos units estructuralment, i una capa interior, la membrana sinovial, que es tanca en el líquid sinovial.
Són el tipus de articulació més comú i mòbil al cos d'un mamífer. Com en la majoria d'altres articulacions, les articulacions sinovials aconsegueixen moviment en el punt de contacte de l'articular os.

## Estructura
Les articulacions sinovials contenen les estructures següents:
- Cavitat sinovial: totes les diarthroses tenen l'espai característic entre els ossos que s'omple amb líquid sinovial
- Càpsula articular: la càpsula fibrosa, contínua amb el periosteum d'ossos articulars, envolta la diartrosi i uneix els ossos articuladors; la càpsula articular consta de dues capes - (1) la membrana externa fibrosa que pot contenir lligaments i (2) la membrana interior sinovial que segrega la lubricació, l'absorció de xocs i l'articulació. líquid sinovial nutritiu; la càpsula articular està altament innervada, però sense sang i vasos limfàtics, i rep la nutrició del subministrament de sang circumdant a través de difusió (procés lent) o per convecció, un procés molt més eficient aconseguit amb exercici.
- Cartílags articulars: els ossos d'una articulació sinovial estan coberts per aquesta capa de cartílag hialí que reuneix les epífisis de l'extrem articular de l'os amb una superfície llisa i relliscosa que no les uneix; Funcions cartílags articulars per absorbir xocs i reduir la fricció durant el moviment.

Moltes, però no totes, articulacions sinovials també contenen estructures addicionals:
- Disc articular o menisc - els fibrocartílags comprimits entre superfícies oposades en una articulació
- Pastilles de greix articulars - teixit adipós coixinets que protegeixen el cartílag articular, tal com es veu a la pastilla de greix infrapatel·lar del genoll
- Tendons[1] - cordons de teixit connectiu regular dens compostos per feixos paral·lels de fibres de col·lagen
- Lligaments accessoris (extracapsulars i intracapsulars): les fibres d'algunes membranes fibroses estan disposades en feixos paral·lels de teixit connectiu regular dens i altament adaptats per resistir les soques per evitar moviments extrems que puguin danyar l'articulació
- Bursae: estructures sacs situades estratègicament per alleujar la fricció en algunes articulacions (espatlla i genoll) farcides de líquid similar al fluid sinovial[2]

L'os que envolta l'articulació al costat proximal de vegades s'anomena “plafond”, especialment a la articulació talocrural. Es produeix un dany en una fractura de gosselina.

### Subministrament de sang
El subministrament de sang d'una articulació sinovial es deriva de les artèries que comparteixen la anastomosi al voltant de l'articulació.

### Tipus
Hi ha varis tipus d'articulacions sinovials.  Algunes són relativament immòbils, però són més estables. Altres tenen diversos graus de llibertat, però a costa d'un major risc de lesions.  En ordre ascendent del grau de mobilitat, són:
- Articulacions sense eix de direcció
- Articulacions amb un eix de direcció
- Articulacions de dos eixos
- Articulacions de tres eixos

## Significació clínica
L'espai articular és igual a la distància entre els ossos implicats de l'articulació. Un estrenyiment espacial articular és un signe de l'una (o de les dues) artrosis i de la degeneració inflamatòria. L'espai normal de l'articulació és d'almenys 2 mm al maluc (a l'acetabulum superior), almenys 3 mm al genoll, i 4-5 mm a l'articulació de l'espatlla. Per a l'articulació temporomandibular, es considera normal un espai d'entre 1,5 i 4 mm. L'estrenyiment d'espais articulars és per tant un component de diverses classificacions radiogràfiques de l'artrosi.